# Unión del Cambio Nacional
La Unión del Cambio Nacional (UCN) fue un partido político en Guatemala. Fue constituido en el año 2006 y formalmente inscrito en 2007.
El Tribunal Supremo Electoral declaró en octubre de 2018 que están analizando la cancelación del partido por posibles delitos electorales.
El 10 de diciembre de 2019, el ente electoral ordenó la cancelación del partido por anomalías en su financiamiento electoral.
Luego de varias apelaciones, el 17 de octubre de 2022, el Tribunal Supremo Electoral optó por rechazar los procesos y formalizar la cancelación del partido.

## Historia

### Fundación
El partido surgió por iniciativa de un grupo de dirigentes procedentes de la extinta Unión del Centro Nacional Entre ellos: Sydney Shaw Arrivillaga, Mario Estrada y Baudilio Hichos , estos últimos dos diputados procedentes del Frente Republicano Guatemalteco en los años 90 y principios de los 2000's, debido al transfuguismo ellos abandonan el FRG constituyendo la Bancada Integracionista y finalmente el lunes 20 de noviembre de 2006 fue inscrito como Unión del Cambio Nacionalista, como se llamaba originalmente hasta principios de 2009 cuando se modifica a: Nacional.

#### Participación
En las elecciones legislativas celebradas el 9 de septiembre de 2007, ganó 4,06 % de los votos en la carrera por la lista de diputados nacionales y obtuvo cinco escaños en el Congreso de la República de Guatemala de 2008-12. En las elecciones presidenciales de ese mismo día, su candidato Mario Estrada ganó 3,16 % del voto popular.
En las Elecciones generales de 2011, el partido obtuvo 14 escaños en el Congreso. 
Aunque al final de la legislatura el partido solo contó con un escaño.

## Candidatos a la Presidencia de Guatemala
| Año electoral | Candidato              | 1.ª vuelta     | 1.ª vuelta   | 2.ª vuelta     | 2.ª vuelta   |
| Año electoral | Candidato              | Total de votos | Porcentaje   | Total de votos | Porcentaje   |
| ------------- | ---------------------- | -------------- | ------------ | -------------- | ------------ |
| 2007          | Mario Estrada Orellana | 103 695        | 2,87 % (6.º) |                |              |
| 2011          | Mario Estrada Orellana | 383 643        | 8,57 % (4.º) |                |              |
| 2015          | Mario Estrada Orellana | 169 664        | 3.45 % (9)   |                |              |
| 2019          | Mario Estrada Orellana | No participó   | No participó | No participó   | No participó |